# Friedland (1810)
Pour les autres navires du même nom, voir Friedland (navire).
Le Friedland est un navire de ligne de 80 canons de la classe Bucentaure de la Marine impériale française, lancé en 1810 et conçu par l'ingénieur Jacques-Noël Sané, surnommé le « Vauban de la marine ». Le navire est nommé en raison de la victoire remportée par Napoléon en 1807 contre des troupes largement supérieures en nombre de l'Empire russe.

## Carrière
Son lancement est suivi par Napoléon lui-même et sa femme l'impératrice Marie Louise. Elle est mise en service à Anvers par le capitaine Le Bozec le 4 janvier 1811. Elle est attribuée à l'escadre de Brest. 
Elle est donnée au Royaume des Pays-Bas avec le traité de Fontainebleau le 1er août 1814. Les Néerlandais le renomment Vlaming. Il est démoli en 1823.  